# Hjorth Rosenfeldt

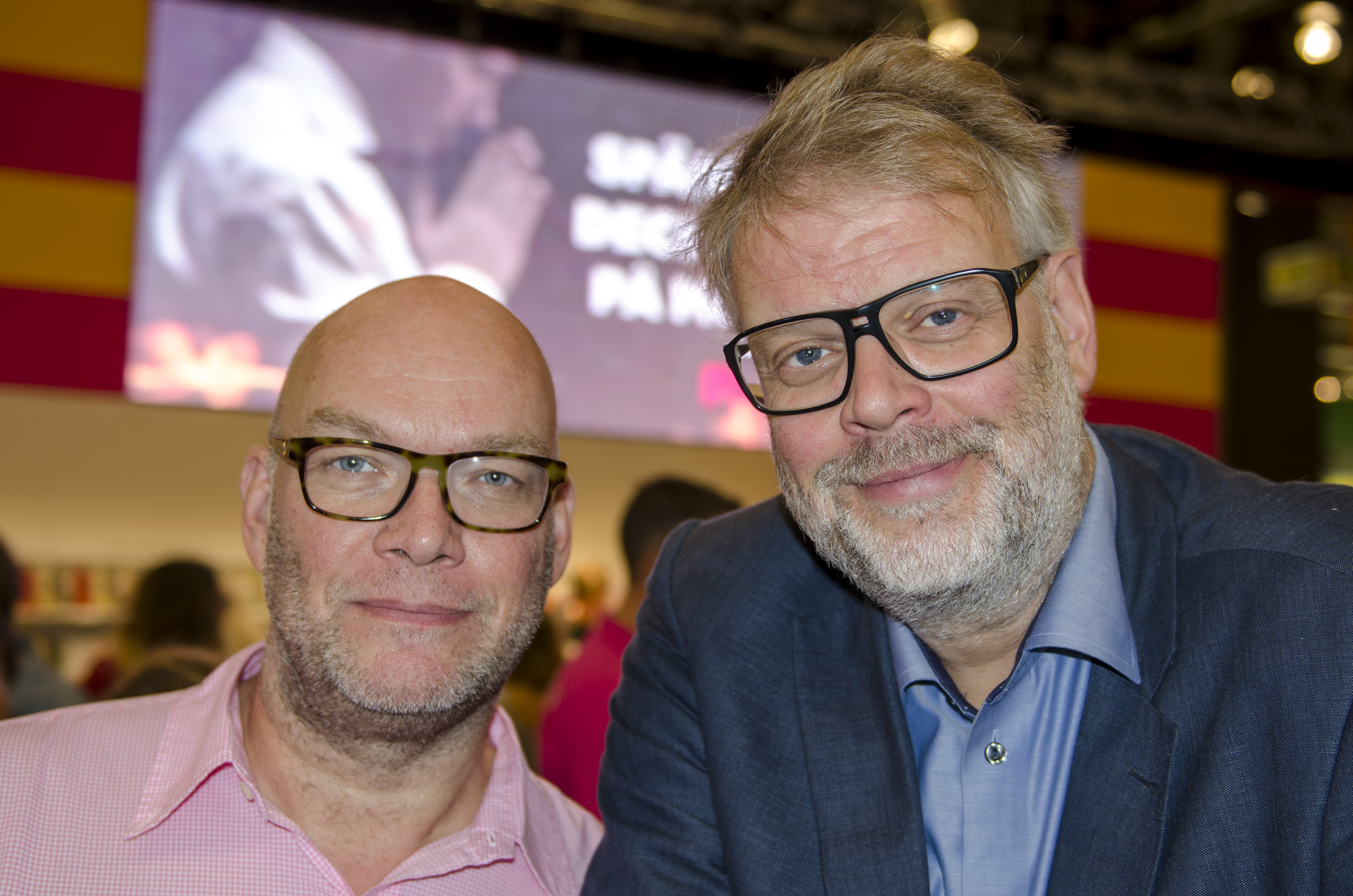
Michael Hjorth och Hans Rosenfeldt på Bokmässan i Göteborg 2014.

Hjorth Rosenfeldt är en svensk författarduo bestående av Michael Hjorth och Hans Rosenfeldt.
Duon skrev manuset till TV-serien Den fördömde, och skrev sedan om manuset till en deckare, Det fördolda som gavs ut 2010 på förlaget Norstedts. Samma år gavs boken även ut på danska och isländska. 2011 gavs den ut på finska, italienska, nederländska, norska, polska, tyska och nygrekiska, 2012 på engelska och ungerska, och 2013 på franska och tjeckiska.